# Нечаев, Александр Павлович
Александр Павлович Нечаев (28 марта 1913 — 13 ноября 1976) — командир отделения автоматчиков 236-го гвардейского стрелкового полка (74-я гвардейская стрелковая дивизия, 8-я гвардейская армия, 1-й Белорусский фронт), гвардии сержант.

## Биография
Родился 28 марта 1913 года в слободе Нижняя Сотня ныне Красный Октябрь Станично-Луганского района Луганской области. Работал в совхозе «Металлист».
В Красной Армии с августа 1940 года. На фронте в Великую Отечественную войну с сентября 1941 года. Участвовал в Сталинградской битве, в составе 3-го Украинского фронта освобождал Донбасс, Запорожье, форсировал Днепр, в составе 1-го Белорусского освобождал правобережную Украину, Польшу, вёл бои на территории Германии, штурмовал Берлин.
22 октября 1944 года за мужество, проявленное в боях с врагом, гвардии сержант Нечаев награждён орденом Славы 3-й степени. 17 марта 1945 года гвардии сержант Нечаев награждён орденом Славы 2-й степени.
Отличился во время Берлинской операции. 18—20 апреля 1945 года продвигаясь с полком к Берлину, подавил несколько огневых точек, уничтожил большое количество автоматчиков. В Берлине в ходе уличных боёв так же подавил несколько огневых точек.
Указом Президиума Верховного Совета СССР от 15 мая 1946 года за мужество, отвагу и героизм гвардии сержант Нечаев Александр Павлович награждён орденом Славы 1-й степени.
В 1946 году демобилизован. Жил в городе Апшеронск Краснодарского края. Умер 13 ноября 1976 года.